# پینورسینول
پینورسینول (به انگلیسی: Pinoresinol) با فرمول شیمیایی C۲۰H۲۲O۶ یک ترکیب شیمیایی با شناسه پاب‌کم ۷۳۳۹۹ است. که جرم مولی آن ۳۵۸٫۳۸ g/mol می‌باشد. 